# 540e régiment de missiles antiaériens
Pour les articles homonymes, voir 540e régiment.
Le 540e régiment de missiles antiaériens, de son nom complet 540e régiment de missiles anti-aériens de Lviv, nommé d'après l'hetman Ivan Vyhovskyi (en ukrainien : 540-й зенітний ракетний Львівський полк імені гетьмана Івана Виговського,  numéro d'unité militaire А4623) est un régiment de missiles antiaériens du Commandement aérien « Ouest » (uk).

## Historique

### De 1990  à 2014
En 1992, le personnel de l'unité prête allégeance au peuple ukrainien.
En 2012, l'unité assure la couverture aérienne d'importantes installations de l'État pendant la dernière partie de l'Euro-2012.
Le 30 octobre 2013, la dernière unité ukrainienne de missiles anti-aériens S-200B de la brigade est dissoute.

### De 2014 à février 2022
Durant la Guerre russo-ukrainienne, de 2014 à février 2022, l'unité effectue des missions dans l'Oblast de Donetsk (Kramatorsk, Soledar, Droujkivka) et dans la Oblast de Louhansk (Starobilsk).

### Depuis février 2022
Depuis février 2022, le régiment effectue des missions de combat pour couvrir d'importantes installations militaires et des infrastructures critiques dans les oblasts de Volhynie, Transcarpatie, Lviv, Ivano-Frankivsk, Rivne, Ternopil, Khmelnytsky et Tchernivtsi. durant cette période, le régiment détruit 2 avions de combat, 249 missiles de croisière ennemis et 134 drones de divers types (au 27 septembre 2024).

## Équipement
Elle est équipée de missiles S-300PT.

## Traditions

### Honneurs
Le 21 avril 1999, par le décret 404/99 du président de l'Ukraine Leonid Koutchma, le nom honorifique « Lviv » a été attribué à la brigade
En 2008, par décret du Président de l'Ukraine n° 787/2008, le nom honorifique a été attribué : en l'honneur de l'hetman Ivan Vyhovsky, soldat, homme d'État et hetman de l'armée de Zaporizhzhya (vers 1608 - 1664),.
Le 5 août 2023, le régiment reçoit la distinction Pour le Courage et la Bravoure.

### Devise et cri de guerre
Le slogan de la brigade : « Vigilance et précision ».

### Insigne
Description de l'insigne :

Insigne d'arme de la brigade en 2024.

- insigne d'arme : d'azur au griffon d'argent lampassé de gueules tenant de la dextre une flèche du second émail et soutenu de trois pierres à facettes du même, à la filière de pourpre
- insigne d'épaule de combat : même chose mais avec des couleurs désaturées pour des raisons de camouflage.

Symbolique des figures utilisées :

- Le griffon symbolise la vigilance et indique la spécificité de l'activité[1] ;
- Les trois pierres à facettes indiquent la garnison de l'unité dans la ville de Kamianka-Bouzka, oblast de Lviv dont l'emblème est trois rochers erratiques datant de l'ère glaciaire[1] ;
- Les couleurs du champ de l'écu (bleu-gris) et de la filière (rose-violet) sont celles des forces de missiles anti-aériens de l'Armée de l'Air[1].

Blason de la ville de Kamianka-Bouzka.